# Klapp (Einheit)
Der Klapp war ein Garn-Maß in österreichischen und böhmischen Fabriken für eine regionsbestimmte unselbstständige Untermenge eines Stranges, Gebinde genannt.
Beim Aufwinden des Garns auf die Haspel wurde nacheinander jeweils eine regional unterschiedliche Anzahl sogenannter Faden zu einem Klapp verschnürt oder abgebunden (daher der Name „Gebinde“). Der Begriff „Klapp“ leitete sich von dem klappernden Geräusch ab, das durch einen Zählmechanismus der Haspel erzeugt wurde, wenn das Gebinde die entsprechende Fadenanzahl erreichte. Eine bestimmte Menge Klapp bildete schließlich den fertigen Garnstrang.  Ein Faden wurde durch eine volle Umdrehung einer Haspel abgemessen. Die Fadenlänge war daher vom Umfang der Haspel abhängig, der wiederum auch vom Material des zu messenden Garnes bestimmt wurde.
- 1 Faden Streichgarn = 2 österreichische Ellen = 1,554 Meter
- 1 Klapp = 44 Faden
- 1 Viertel = 5 oder 5 ½ oder 6 Klapp
- 1 Strähn = 4 Viertel = 20 oder 22 oder 24 Klapp

Das entsprach:
| Klapp | Fadenanzahl | Ellen (österr.) | Meter  |
| ----- | ----------- | --------------- | ------ |
| 20    | 880         | 1760            | 1371,4 |
| 22    | 968         | 1936            | 1508,5 |
| 24    | 1053        | 2112            | 1645,7 |

## Andere Bezeichnungen für das Maß von Gebinden
- Bind
- Fitze
- Haspelknipp
- Macque
- Wiedel